# Spider Robinson
Spider Robinson född 24 november 1948 är en kanadensisk science fiction-författare som 1977 tillsammans med sin maka Jeanne Robinson belönades med Nebulapriset för kortromanen Stardance.

### Tillsammans med Jeanne Robinson
- Stardance (1979)
- Starseed (1991)
- Starmind (1995)
- The Star Dancers (1997) är en samlingsvolym av Stardance och Starseed.

### Fristående romaner
- Telempath 1976
- Night of Power 1985
- The Free Lunch 2001
- Variable Star 2006

### The Russell Walker/Zandor Zudenigo/Nika Mandiç Mysteries
- Very Bad Deaths 2004
- Very Hard Choices 2008

### Deathkillertrilogin
- Mindkiller (1982)
- Time Pressure 1987
- Lifehouse 1997

### Callahans
- Callahan's Place
  - Callahan's Crosstime Saloon 1977
  - Time Travelers Strictly Cash 1981
  - Callahan's Secret 1986
  - Callahan and Company 1988
- Lady Sally's
  - Callahan's Lady 1989
  - Lady Slings the Booze 1992
- Mary's Place
  - The Callahan Touch 1993
  - Callahan's Legacy 1996
- The Place
  - Callahan's Key 2000
  - Callahan's Con 2003

### Novellsamlingar
- Antinomy 1980
- Melancholy Elephants 1984 - Kanada; 1985 - USA
- True Minds 1990
- User Friendly 1998
- By Any Other Name 2001
- God Is an Iron and Other Stories 2002